# Jewhen Konoplanka
Jewhen Ołehowycz Konoplanka, ukr. Євген Олегович Коноплянка, (ur. 29 września 1989 w Kropywnycki) – ukraiński piłkarz, który występował na pozycji pomocnika, w latach 2010–2023 w reprezentacji Ukrainy. Piłkarz Dnipro, Sevilli, Schalke 04, Szachtara Donieck, Cracovii i CFR Cluj.

## Kariera klubowa
Wychowanek klubów Olimpik Kropywnycki, DJuSSz-2 Kropywnycki oraz FK Dnipro, barwy którego bronił w juniorskich mistrzostwach Ukrainy (DJuFL). 25 kwietnia 2006 debiutował w drużynie rezerwowej Dnipra, a 26 sierpnia 2007 rozpoczął karierę piłkarską w podstawowej jedenastce Dnipra. 3 lipca 2015 przeszedł do Sevilli. 30 sierpnia 2016 został wypożyczony do FC Schalke 04, a 2 września 2019 za kwotę 1,5 mln € podpisał kontrakt z Szachtarem Donieck.
W lutym 2022 został piłkarzem polskiego klubu Cracovia, dla którego wystąpił w 38 meczach (36 ligowych, 2 w Pucharze Polski). 27 maja 2023 klub poinformował, że jego obowiązujący do końca czerwca 2023 kontrakt nie zostanie przedłużony. 25 lipca 2023 został piłkarzem rumuńskiego zespołu CFR Cluj. Zadebiutował 3 sierpnia, przegrywając 1:2 na wyjeździe z Adana Demirspor w drugiej rundzie eliminacyjnej Ligi Konferencji Europy UEFA. 3 stycznia 2024 jego kontrakt został rozwiązany za porozumieniem stron. 17 lipca 2024 Konoplanka ogłosił zakończenie kariery.

## Kariera reprezentacyjna
W 2007 debiutował w reprezentacji U-19. Występował również w młodzieżowej reprezentacji Ukrainy. 25 maja 2010 zadebiutował w reprezentacji Ukrainy w wygranym 4:0 meczu towarzyskim z Litwą.

## Statystyki kariery
Aktualne na dzień 5 października 2016 r.
| 2007/08            | Dnipro Dniepropetrowsk | Wyszcza liha       | 2   | 0  | 1  | 0 | 0  | 0  | 3   | 0  |
| 2008/09            | Dnipro Dniepropetrowsk | Premier-liha       | 12  | 0  | 0  | 0 | 0  | 0  | 12  | 0  |
| 2009/10            | Dnipro Dniepropetrowsk | Premier-liha       | 22  | 4  | 2  | 0 | –  | –  | 24  | 4  |
| 2010/11            | Dnipro Dniepropetrowsk | Premier-liha       | 25  | 6  | 3  | 0 | 3  | 0  | 31  | 6  |
| 2011/12            | Dnipro Dniepropetrowsk | Premier-liha       | 28  | 8  | 2  | 1 | 2  | 0  | 32  | 9  |
| 2012/13            | Dnipro Dniepropetrowsk | Premier-liha       | 20  | 2  | 3  | 0 | 9  | 3  | 32  | 5  |
| 2013/14            | Dnipro Dniepropetrowsk | Premier-liha       | 27  | 8  | 1  | 1 | 8  | 4  | 36  | 13 |
| 2014/15            | Dnipro Dniepropetrowsk | Premier-liha       | 20  | 7  | 3  | 0 | 16 | 1  | 39  | 8  |
| 2015/16            | Sevilla FC             | Primera División   | 32  | 4  | 6  | 1 | 12 | 2  | 47  | 6  |
| 2016/17            | FC Schalke 04          | Bundesliga         | 17  | 1  | 0  | 0 | 1  | 0  | 18  | 1  |
| Łącznie w karierze | Łącznie w karierze     | Łącznie w karierze | 205 | 40 | 21 | 3 | 50 | 20 | 275 | 52 |